# Der grüne Vogel
Der grüne Vogel is een West-Duitse dramafilm uit 1980 onder regie van István Szabó.

## Verhaal
Een West-Duitse kankerspecialiste leert een Poolse collega kennen op een congres in Wenen. Ze worden verliefd, maar er bestaat geen toekomst voor het stel. In de volgende tien jaar ontmoeten ze elkaar regelmatig, maar de Pool wil niet scheiden van zijn vrouw. Hun liefdesleven speelt zich louter af tijdens de internationale congressen.

## Rolverdeling
| Acteur            | Personage               |
| ----------------- | ----------------------- |
| Hannelore Elsner  | Dr. Renate Winter-Ewald |
| Péter Andorai     | Jan Widuchowski         |
| Krystyna Janda    | Katzka Widuchowski      |
| Danuta Szaflarska | Poolse hoogleraar       |
| Johanna Elbauer   | Barbara                 |
| Rolf von Sydow    | Duitse hoogleraar       |